# 피닌파리나 바티스타
피닌파리나 바티스타(이탈리아어: Pininfarina Battista)는 오토모빌리 피닌파리나에서 2020년부터 생산 중인 전기 스포츠카이다. 차명인 바티스타는 피닌파리나의 창업주인 바티스타 파리나에서 유래되었다.

## 사양

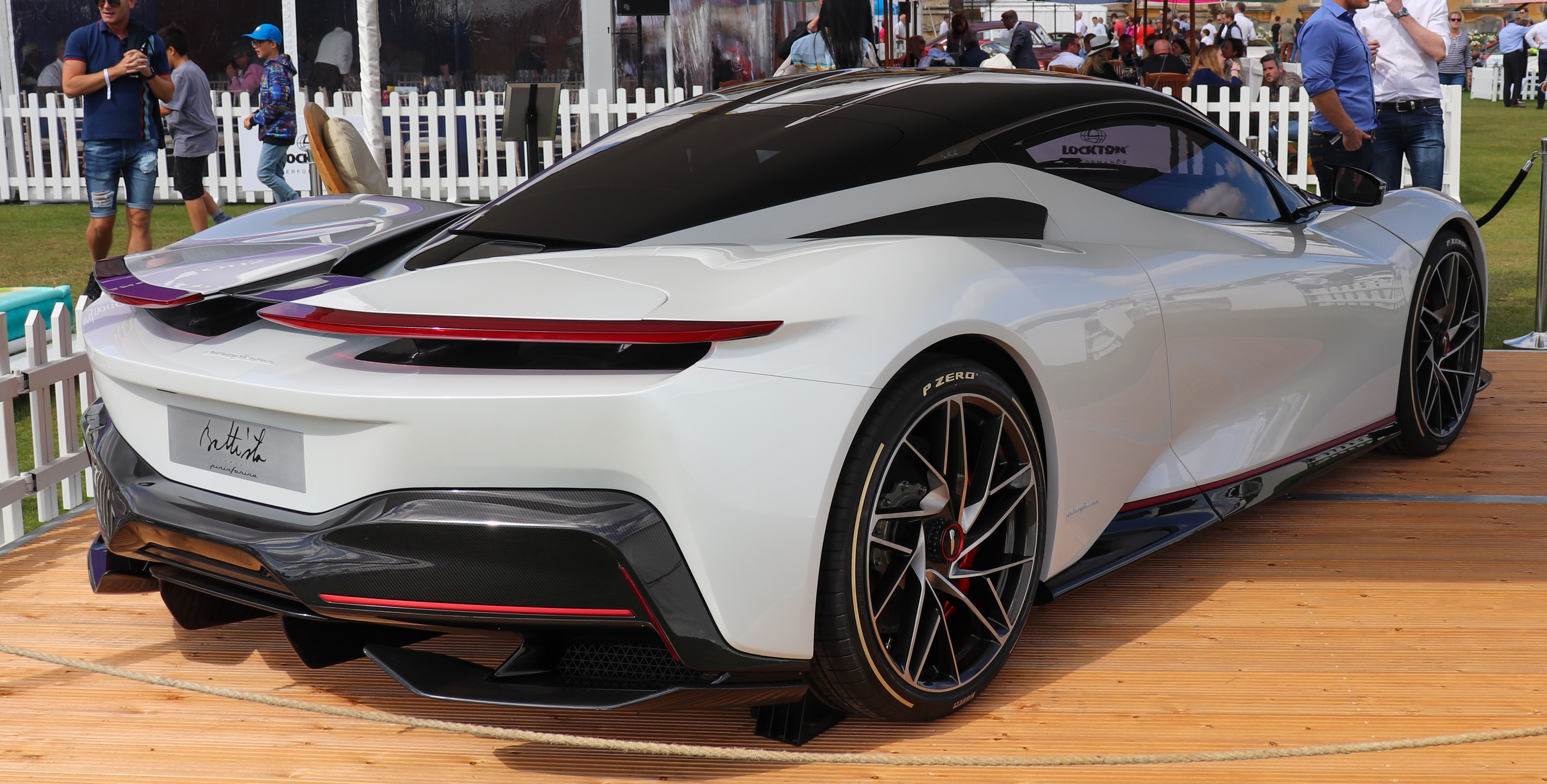
후방

바티스타는 리막 오토모빌리에서 공급하는 120kW⋅h 배터리 팩으로 구동된다. 이 자동차에는 4개의 개별 모터가 있으며 각각은 바퀴에 배치되어 있으며 결합된 출력은 1,400kW 및 2,300N·m의 토크를 가지고 있다.
전면과 후면에 알루미늄 충돌 구조가 있는 탄소 섬유 모노코크 섀시를 갖추고 있으며, 대부분의 차체 패널은 동일한 재료로 제작되어 질량이 적으며 Pirelli P Zero Corsa 타이어의 533.4mm 림이 있다.
차량의 조정 가능한 서스펜션 시스템은 최대의 도로 편안함을 위해 조정된다. 자동차에는 5가지 주행 모드가 있으며 모두 파워트레인에서 생성되는 동력을 변경한다. 이 자동차는 앞뒤에 390mm 크기의 카본 세라믹 브레이크 디스크와 6개의 피스톤 캘리퍼가 앞뒤에 장착되어 있다. 액티브 리어 윙은 제동력을 향상시키는 에어 브레이크 역할을 하고 있다.
차량 내부는 고객의 사양에 따라 커스터마이징이 가능하며 탄소 섬유 스티어링 휠의 양 옆에는 두 개의 대형 스크린이 있어 운전자에게 중요한 데이터를 표시한다. 내부는 가죽으로 마감되어 있다. 오토모빌리 피닌파리나는 음향을 사용하여 실내 운전 사운드를 생성한다고 주장하였다.
배터리팩은 T자형이며 중앙 터널과 좌석 뒤에 놓이도록 배치되어 있다. 완전히 충전되면 배터리 팩을 사용하여 450km를 주행할 수 있다.

## 성능
바티스타는 0-100km/h에서 2초 미만, 0-300km/h에서 12초 이내에 가속하며 최고 속도는 350km/h이고,0-60mph에서 가속하는 시간은 1.8초이다.

## 생산 댓수
바티스타의 생산 댓수는 150대로 제한되며, 2020년에 생산되었다.

## 비디오 게임에서의 등장
- 아스팔트 8: 에어본
- 아스팔트 9: 레전드

## 같이 보기
- 가장 빠른 양산형 자동차 목록 (가속 기준)(영어판)
- 출력별 양산형 자동차 목록(영어판)